# Teyl narrikupensis
Teyl narrikupensis is een spinnensoort uit de familie Anamidae. 
De soort werd voor het eerst wetenschappelijk beschreven door Rix, Wilson en Harvey in 2023.
De soort komt voor in West-Australië.